# 렌나르트 메리
렌나르트 게오르그 메리(에스토니아어: Lennart Georg Meri, [ˈlennɑr̺t ˈɡ̥eorɡ̥ ˈmer̺i], 1929년 3월 29일 ~ 2006년 3월 14일)는 에스토니아의 정치인, 작가, 영화 감독이다. 1992년부터 2001년까지 에스토니아의 대통령을 지냈으며, 에스토니아 독립 운동의 지도자였다.

## 어린 시절
1929년 에스토니아 탈린에서 태어났다. 아버지는 에스토니아 외교관이자 셰익스피어 전문 번역가가 된 게오르그 메리였고, 어머니는 스웨덴계 에스토니아인이었던 알리스브리기타 엥그만이었다. 어릴 때부터 메리는 가족과 함께 에스토니아를 떠나 해외유학을 하면서 아홉 곳의 학교를 전전하였다. 그 중에서 가장 좋았던 시절은 프랑스 파리의 장송 드 셀리 학교에 머물던 시기였다고 한다. 이때의 경험으로 메리는 모국어 에스토니아어는 물론 핀란드어, 프랑스어, 영어, 러시아어, 독일어의 5개국어를 능숙하게 할 수 있었다.
이후 에스토니아 탈린으로 돌아와 살던 중 1940년 6월 나라가 소련군에게 점령되었다. 이때 메리 일가는 친소련과 반소련파의 두 쪽으로 갈라졌다. 메리의 사촌인 아르놀드 메리는 붉은 군대에 입대하여 소비에트 연방 영웅이 되기도 했다. 1941년 에스토니아인과 라트비아인, 리투아니아인 수천 명이 시베리아로 강제 이주될 당시 메리 일가도 끼게 되었다. 여러 가족의 가장들은 서로 뿔뿔이 흩어진 채 집단농장에서 일했고 그 중 살아남은 사람은 소수에 불과했다. 12살이 된 렌나르트 메리는 시베리아 산림 벌목 일을 하게 되었으며, 가족들을 부양하기 위해 감자깎기나 뗏목 만들기 등의 부업도 했다. 이 당시 렌나르트 메리는 주변에서 자주 접했던 우랄어에 관심을 가지기 시작했는데, 이 우랄어족은 모국어인 에스토니아가 속한 어족이기도 했다. 언어 뿐만 아니라 흩어져 살던 우랄 부족들과의 민족적, 문화적 동류의식에도 관심을 가졌는데 이는 훗날 그가 작품 내 주제로 평생 삼는 계기가 되기도 했다.
수년간 이어진 고된 이주생활 속에서도 메리 일가는 끝내 살아남아 에스토니아로 귀향할 수 있었다. 고향에 온 메리는 1953년 타르투 대학교 역사언어학부에서 우등 성적으로 졸업하였다. 1953년 3월 5일 이오시프 스탈린이 사망하던 날 메리는 여자친구 레지나 메리에게 "이날을 행복한 날로 영원히 기억하자"며 청혼하고, 첫째 부인으로 삼았다. 메리의 본업이었던 역사학은 당시 소련 사회구조상 직업으로삼아 살아가기 힘들었기 때문에, 에스토니아 최고 (最古)의 극장인 바네무이네 극장에서 극작가로 일하게 되었으며, 나중에는 에스토니아 방송사에서 라디오극 프로듀서로 일했다. 이때의 활동으로 제작된 영화 작품들은 비평가들로부터 극찬받기도 했다.

## 작가 활동
1958년 중앙아시아 톈산산맥과 카라쿰 사막의 오래된 이슬람사원들을 둘러보고 온 렌나르트 메리는 생애 첫 저서를 집필하였고, 출판 이후 대중들로부터 호평을 받았다. 아버지가 소련 당국에 의해 세 차례씩이나 잡혀가자, 아직 학생 신분이었던 렌나르트 메리는 작가 활동으로 생활을 근근히 이어갈 수밖에 없었다. 형 역시 연구활동을 하다 당국의 압력으로 그만두고 택시운전사로 일하던 처지였지만 동생을 적극 도왔기 때문에, 렌나르트 메리는 어머니를 부양하는 동시에 공부를 마칠 수 있었다. 이 당시 찍은 영화 <은하수의 바람> (Linnutee tuuled)은 핀란드, 헝가리와 찍은 합작 영화로 소련에서는 상영금지 처분을 받았지만 뉴욕 영화 페스티벌에서는 은메달을 수상하는 의의를 남겼다. 핀란드의 각 학교에서는 그의 영화와 문집이 수업자료로 활용되기까지 했다. 1963년 렌나르트 메리는 에스토니아 작가협회에 가입하였다. 1970년대에는 핀란드 문학협회의 명예회원이 되었고, 헬싱키 대학교에서 명예박사 학위를 수여받았다.
1964년 그가 제작한 영화 <화산의 고장으로> (Tulemägede Maale)는 60년대 캄차카반도로 떠난 여정을 기록한 연대기다. 이 당시 탐험단에는 렌나르트 메리 외에도 해리 링, 카렐 오르비쿠, 에라스트 파르마스토, 안츠 라이크, 안토 라우카스, 한스 트라스 등의 과학자, 예술가 칼류 폴리, 영화작가 한스 로시푸 등이 있었다. 메리는 "여행이란 지식 앞에서 얼굴을 붉히지 않아도 되는 유일한 취미"라고 썼다. 도시 사람들은 아무리 여행을 다녀도 세상을 보고자 하는 욕구, 자연에 대한 갈망을 계속해서 품는다. 이에 대해 메리는 관광의 문제점을 별 것 아닌 것으로 치부하진 않았지만, "과학은 우리를 큰 도시의 사슬로부터 해방시켜 자연으로 되돌아갈 수 있도록 앞장설 것"이라고 결론지었다.
1974년에는 북동쪽 지역 답사기를 담은 <북극광의 대문에서> (Virmaliste Väraval)란 책을 냈는데 출간하자마자 소련 전역에서 큰 성공을 거두었다. 1977년에는 핀란드에서 소련 작가 시리즈 중 하나로 번역 출간되기도 했다. 답사기에서 메리는 역사적인 관점으로 현실을 연계해 보고자 하였으며, 제임스 쿡, 요한 포스터 브란겔, 미덴도르프 등의 탐험가가 남긴 소재들을 사용하였다. 베링 해협의 악천후와 맞서 우뚝 서있는 산을 목격했을 때에는 비투스 베링과 제임스 쿡이 다른 위치에서 같은 산을 바라보았을 상황을 떠올리는 식이었다.

## 정치 활동

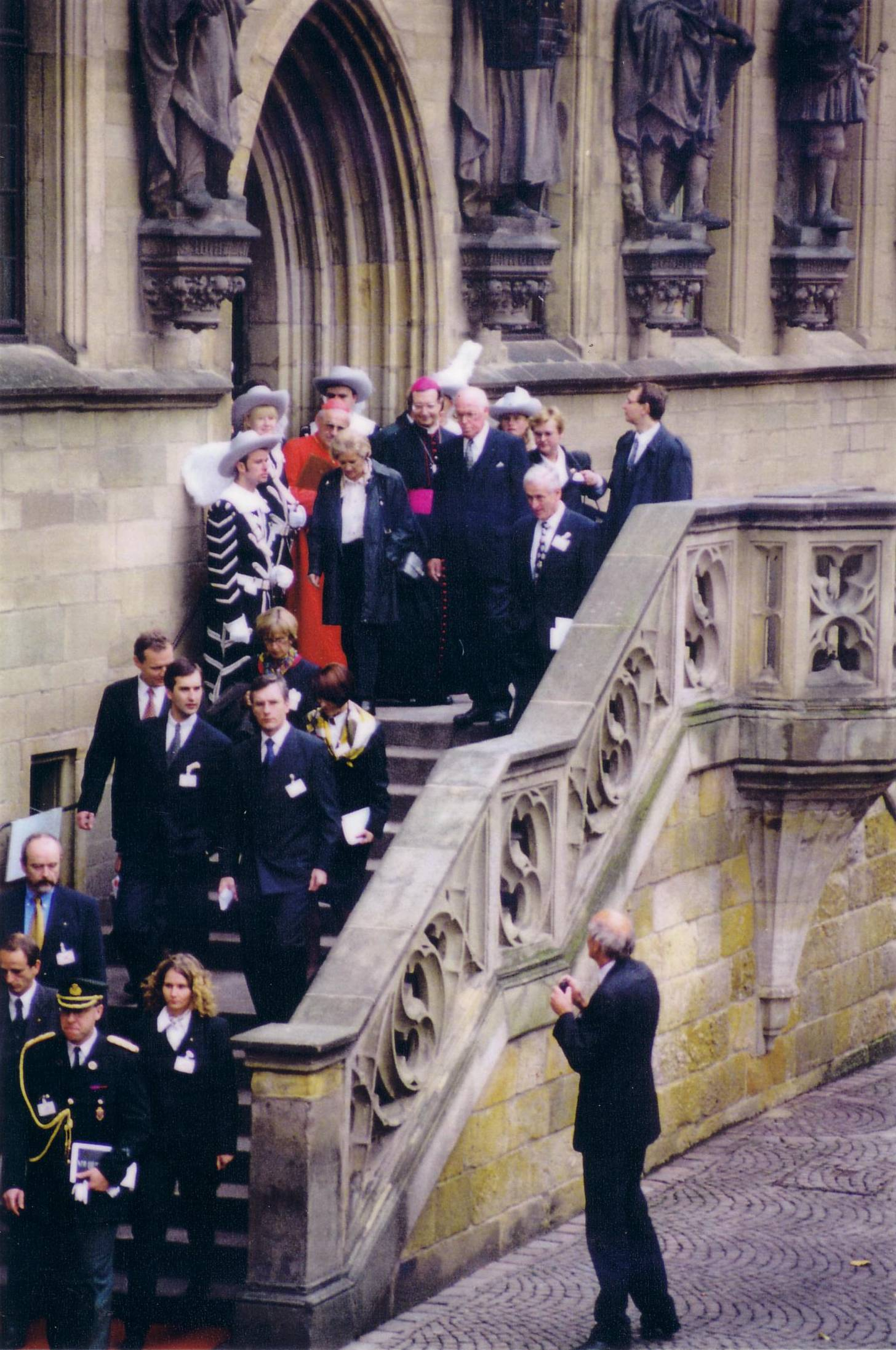
1998년 베스트팔렌 조약 350주년을 기념해 독일 오스나브뤼크에 모인 각국 정상들. 렌나르트 메리 대통령도 참석했다.

1970년대 후반에 들어서 렌나트르 메리는 동구권 외부의 국가를 여행해 달라는 신청서를 20차례 넘게 보냈고, 소련 당국은 결국 허가를 내줬다. 이 같은 기회를 놓치지 않고 떠난 핀란드 여행에서 메리는 독립된 에스토니아가 있는 자유로운 세상을 꿈꿨다. 여행 동안 그는 정치인과 언론인, 그리고 소련 점령에서 도피한 에스토니아인들을 만나 깊은 관계를 맺었다. 렌나르트는 소련의 대규모 인광석 채굴 계획 진행과 그로 인한 에스토니아 국토 황폐화 문제 (이른바 인광석 전쟁)에 대항해 해외 공론화를 주도한 최초의 인물이기도 했다.
에스토니아 내에서의 환경문제 시위는 머지않아 소련 통치에 대항해 에스토니아 학계가 이끌었던 전국민적 저항, 이른바 '노래 혁명'이 되었다. 렌나르트는 연설 '에스토니아는 희망을 가졌는가'를 통해 국가 존립 문제에 초점을 맞추고 대외적으로 대단한 파급효과를 내었다. 1988년에는 에스토니아 인민전선의 창립위원으로서 라트비아와 리투아니아 인민전선과 협력하였다. 1990년 사상 처음으로 공산당 없이 치러진 다당제 선거에서 인민전선이 승리를 거둔 뒤 메리는 외교부 장관직에 임명됐고, 최우선 과제로 에스토니아 외교부 설립을 주도하였다. 이후 주변 측근으로 영어를 잘 하는 젊은 지식인들을 두어 서방과의 외교채널을 수립하는 동시에, 국제무대에서 에스토니아를 더욱 더 널리 대변할 수 있도록 하였다. 코펜하겐, 뉴욕, 파리, 베를린, 모스크바에서 잇따라 열린 유럽 안보협력위원회 회의와 발트해 국가 협의회의 초대회의에도 참여하였으며, 미국과 유럽의 국가수장과 외교장관들과의 수차례 회담을 갖고 동구권 국가로는 처음으로 브뤼셀의 나토 본부에서 초청인사로 임명되기도 했다. 1992년에는 발트3국 외교부장관과 EU 위원회 관계자 9인과 함께 발트해 국가 이사회와 유로패클티 (EuroFaculty)를 설립하였다.
이후 주핀란드 에스토니아 대사를 잠시 역임하다, 조국을 위한 연합 대선후보로 선정되었다. 1차 투표에서는 에스토니아 사회주의 인민공화국 최고회의의 간부의장을 맡았던 아르놀드 뤼텔이 42% 득표로 1위를 달렸지만, 에스토니아 의회에서 진행된 2차 투표는 원내의석에서 조국을 위한 연합이 앞선 상태였다. 선거운동 과정에서 반대파들은 예전에 KGB와의 연계가 있었다는 의혹을 제기하였으나, 이 같은 혐의들이 그의 평판과 대중의 이미지를 해치는 데에는 이르지 못했다. 메리는 1992년 10월 6일 에스토니아 공화국 제2대 대통령으로 당선되었으며, 1996년 9월에는 재선에 성공해 두번째 임기를 시작했다.
개인적 신뢰도와는 별개로 언론과의 관계는 그다지 좋지 못했는지 1994년에는 에스토니아 신문협회에서 선정한 '올해의 언론 적대상'으로 뽑혔다. 의아하게도 1998년에는 같은 기관에서 '올해의 언론 친구상' 수상자으로 선정됐고, 1999년에는 다시 한번 언론 적대상 수상자로 선정됐다.

## 서거
2005년 중순 심한 두통으로 병원을 찾게 된 렌나르트 메리는 뇌종양 선고를 받았으며, 8월에는 뇌수술을 받았다. 그러나 뇌종양이 악성이었던 탓에 별다른 호전을 보지 못하면서 탈린의 한 병원에 수개월간 입원했고, 77세 생일을 맞은 지 보름이 지난 2006년 3월 14일 사망하였다. 후임 대통령인 아르놀드 뤼텔은 TV 추모방송을 통해 "국가원수로서의 9년 동안 메리 대통령은, 대통령직을 연임하는 동시에 가장 넓은 감으로 에스토니아 공화국을 일으켜 세웠다"고 말했다. 타르야 할로넨 핀란드 대통령은 "핀란드는 가깝고 진정한 친구인 렌나르트 메리를 잃었고, 전세계는 냉전후 세계의 건설을 이끌던 위대한 정치인 중 하나인 렌나르트 메리를 잃었다"는 입장을 밝혔다. 바이라 비케프레이베르가 라트비아 대통령은 "세상은 위대한 에스토니아인이자 위대한 정치인, 참된 유럽인을 잃었다"고 말했다.
메리의 장례식에는 칼 빌트 전 스웨덴 총리를 비롯한 다수의 귀빈이 참석한 가운데 치러졌다.

## 저서 목록
- 1964 – "Tulemägede maale" (화산의 고장으로)
- 1974 – "Virmaliste väraval" (북극광의 대문에서)
- 1976 – "Hõbevalge" (은빛)
- 1977 – "Lähenevad rannad"
- 1984 – "Hõbevalgem"